# Over and Over (Madonna)
Over and Over è una canzone della cantautrice statunitense Madonna pubblicata come singolo nel 1986 dall'etichetta discografica Sire/Warner Bros.

## Descrizione
Sesto singolo del secondo album in studio di Madonna, Like a Virgin, venne pubblicato solo in Italia e nelle Filippine come 7" e 12" nel marzo 1986 insieme a Love Dont Live Here Anymore (pubblicato solo per il mercato giapponese), pochi giorni prima della pubblicazione del successivo singolo, Live to Tell. È stato incluso nel primo album di remix di Madonna, You Can Dance. Ha una sonorità tipicamente anni 80 e un ritmo travolgente che l'ha reso un brano molto gettonato nelle discoteche di allora. Con questo brano si conclude la prima fase della carriera di Madonna caratterizzata da un look sempre molto provocatorio e più simile al punk che al pop. Con il successivo album True Blue, invece le canzoni diventeranno più raffinate e profonde.

## Esibizioni dal vivo
Over and Over è stata eseguita live solamente nel primo tour della cantante, il Virgin Tour. Durante l'esibizione, Madonna indossava un abito sportivo nero con delle scarpe a tacco basso e una grande croce appesa al collo. Poi assieme a due ballerini uno alla destra e uno alla sua sinistra, cantava suonando un sonaglio e muovendosi come solo lei sapeva fare.

## Tracce

### Vinile 7"
Lato A
1. Over and Over – 4:12 (testo: Madonna, Steven Bray – musica: Nile Rodgers)

Lato B
1. Borderline – 5:21 (Reggie Lucas)

### Vinile 12"
Lato A
1. Over and Over – 4:12 (testo: Madonna, Steven Bray – musica: Nile Rodgers)
2. Borderline – 5:21 (Reggie Lucas)

Lato B
1. Lucky Star/Everybody/Holiday/Like a Virgin/Dress You Up/Material Girl – 29:25

## Classifiche
| Classifiche (1986) | Posizione massima |
| ------------------ | ----------------- |
| Italia             | 49                |